# レム睡眠

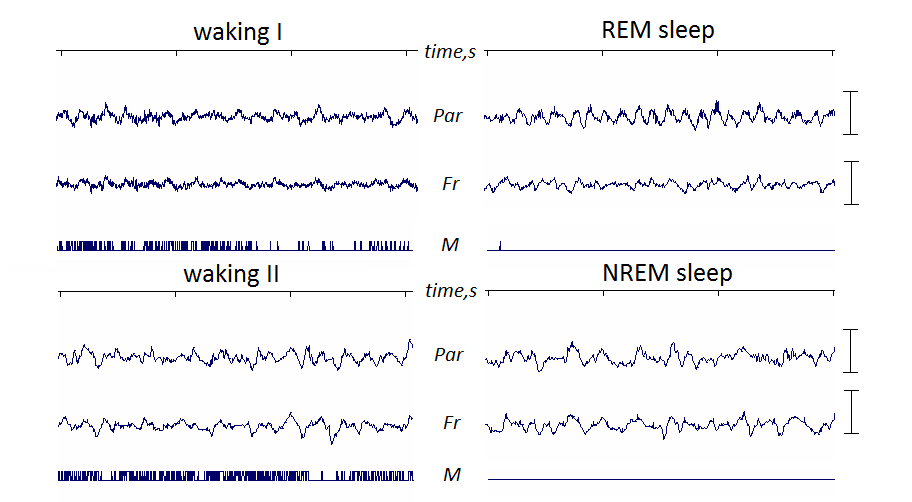
鼠の脳波

レム睡眠（レムすいみん、英: rapid eye movement sleep, REM sleep）は、急速眼球運動（英: rapid eye movement, REM）を伴う睡眠である。急速眼球運動睡眠とも呼ばれ、REM睡眠とも表記される。急速眼球運動を伴わない睡眠はノンレム睡眠（英: non-REM sleep）または徐波睡眠（じょはすいみん）と呼ばれ、この項ではノンレム睡眠についても記述する。
レム睡眠の存在は、シカゴ大学のユージン・アセリンスキーとナサニエル・クレイトマンの研究によって、1953年に明らかになった。
レム睡眠は、鳥類と哺乳類にしかみられない。
理化学研究所・東京大学の上田泰己らによって、アセチルコリン受容体のM1（Chrm1）およびM3（Chrm3）遺伝子がレム睡眠の必須遺伝子として同定された 。

## 概要
レム睡眠は睡眠中の状態のひとつで、身体は骨格筋が弛緩して休息状態にあるが、脳が活動して覚醒状態にある。レム睡眠時には視床での情報伝達が遮断され、脊髄のレベルで筋肉への情報伝達が遮断されて、運動機能が制止されている。大脳皮質は覚醒時よりもむしろ強く活動しており、運動機能を遮断しておかないと身体が寝ながらにして激しく動いてしまうことになる。ただし眼球だけは急速に運動している。レム睡眠時には脳の強い活動の反映として夢を見る。このとき脳波は 4 Hz から 7 Hz のシータ波が優勢で、覚醒時と同様の振幅を示す。外見的には寝ているのに、脳は覚醒状態にあるため、逆説睡眠（ぎゃくせつすいみん）とも呼ばれる。
ヒトでは新生児期に多く、睡眠時間のおよそ半分を占めるが、加齢に従って徐々に減少し、小児期で 20 %、大人では睡眠時間の約20 - 25 % になる。
夢を見るのはレム睡眠中であることが多いとされている。この期間を経た直後に覚醒した場合、直前の夢の内容を覚えていたり、その記憶による事実錯誤の状態になっていたりすることがあり、問題行動はこのタイプが多い（RBD:レム睡眠行動障害）。
ナルコレプシーに罹患または極端な睡眠不足により急速にレム睡眠となった場合、大脳が未だ覚醒状態にあることにより入眠時幻覚と呼ばれる現実感に富んだ夢を見ることがあり、同時に運動機能が遮断されるため金縛り状態となり、現実感に富んだ夢と相まって非常な恐怖を感じる場合がある。

## ノンレム睡眠
急速眼球運動を伴わない睡眠のことをノンレム睡眠 (Non-rapid eye movement sleep,Non-REM sleep) または徐波睡眠（じょはすいみん）という。ノンレム睡眠はステージ1（N1）からステージ4（N4）までの4段階に分けられ、N4が睡眠の最も深いレベルである。このとき、周波数が 1Hz から 4Hz のデルタ波と呼ばれる低周波、高振幅の脳波が高頻度で観測される。睡眠時間の50-60%はN1-N2睡眠が占めている。
ノンレム睡眠は一般的には「脳の眠り」と言われる。しかし筋肉の活動は休止せず、体温は少し低くなり、呼吸や脈拍は非常に穏かになってきて血圧も下がる。脳が覚醒していないため記憶されず、この間に夢をみていたかどうかは
確認が難しい。
いわゆるぐっすり寝ている状態で、多少の物音がしたり、軽くゆさぶられても目が覚めることはない。もしノンレム睡眠の最中に強制的に起こされると、人体はすぐさま活動を開始することができない。大脳が休止状態から活動を開始するまではしばらくの時間が必要とされ、この状態に起こされてもしばらく次の行動に自覚的に移ることができない「寝惚け」の状態になる。

## 睡眠ステージの推移

ヒプノグラム（Hypnogram）の一例

入眠時では、通常45-60分以内にノンレム睡眠N1-N3まで達し、やがて約1時間から2時間ほどで徐々に浅くなってレム睡眠になる。以後はノンレム睡眠とレム睡眠が交互に現れ、90-110分のセットで繰り返される。一晩の平均的な 6 - 8 時間の睡眠では 4 - 5 回のレム睡眠が現れる。
レム睡眠は入眠後2時間以内に現れるが、入眠から30分以内にレム睡眠が現れた場合はうつ病、ナルコレプシー、概日リズム睡眠障害、薬物依存などの病態が疑われる。
ノンレム睡眠中に観測されるデルタ波には、脳内での記憶形成（記憶の再構成）や脳機能回復の作用があることが知られているが、マウスによる実験でレム睡眠を消失させるとノンレム睡眠中のデルタ波が弱くなることが観測された。アルツハイマー病やうつ病などでは、睡眠中のデルタ波が減少することが知られており、レム睡眠の効果や病気の解明の可能性も期待されている。
健康な男子学生の実験では、ミノサイクリン200mgの単回投与で徐波睡眠 (Slow-wave sleep) が明らかに減少し、偽薬に変更後2回の夜も持続した。レム睡眠は全ての夜で減少しなかった。